# Ropivacaína
Ropivacaína é um anestésico local recente do grupo das amino-amidas. Apresenta como principais vantagens a sua menor cardiotoxicidade em relação à bupivacaína. Algumas características da Ropivacaína são:
- latência longa
- duração longa
- maior relação bloqueio sensitivo/bloqueio motor quando comparada com a bupivacaína
- apresenta um efeito vasoconstrictor intrínseco
- produzida como isômero S puro

As principais apresentações comercializadas no Brasil são frasco-ampolas de 20mL nas concentrações de 0,2%, 0,75% e 1%.